# Aviation 2000
Aviation 2000 était une revue française consacrée à l’aviation.

## Généralités
Aviation 2000 était une revue française publiée mensuellement d'abord puis tous les deux mois par la SEPA dans un format peu conventionnel de 25 cm x 27 cm avec une couverture cartonnée et une moyenne de 64 pages. Il aborde tous les aspects de l'aviation. 
Son premier numéro date du mois d'avril 1972. Il a été publié par la SEPA jusqu'au N° 112 datant de juin 1986.
La publication a fusionné avec Aéro Magazine pour donner Aéro 2000 (Aéro, N° 22 15 septembre-15 novembre 1986 puis Aéro 2000, N° 23 15 novembre 1986-15 janvier 1987).